# Будовское
Бу́довское — село в Переславском районе Ярославской области при речке Круглице.
Постоянное население на 1 января 2007 года — 55 человек.

## История
В 1525 году преподобный Даниил купил село Будовское у Андрея Кабата да у Фёдора у Салтана да у Семёна у Кайдана у Степановых детей Корсакова. За всё было заплачено 200 рублей, из коих 150 рублей даны были князем Дмитрием Ивановичем, сыном Великого князя Ивана Васильевича, а остальные деньги — от Данилова монастыря. После секуляризации 1764 года Будовское перешло в ведение государственных имуществ.
Село серьёзно пострадало в Смутное время.
Церковь Николая Чудотворца существовала здесь уже в 1539 году. В писцовых книгах 1628—29 года названа церковь с приделом в честь святых мучеников Бориса и Глеба.
В 1825 году вместо деревянной церкви на средства прихожан устроен каменный храм. Престолов в нём два: в холодном во имя святого Николая Чудотворца, в приделе тёплом во имя святого Иоанна Златоустого.

## Население
| 1859 | 1905 |
| ---- | ---- |
| 170  | 242  |

| 1859 | 1905 | 1926 | 2007 | 2010 |
| ---- | ---- | ---- | ---- | ---- |
| 170  | ↗242 | ↗312 | ↘55  | ↘38  |